# 嫉妬 (2020年のテレビドラマ)
『嫉妬』（しっと）は、2020年8月16日の21:00 - 23:04（JST）に、テレビ朝日系の「日曜プライム」枠で放送されたテレビドラマ。主演は檀れい・国仲涼子。
副題およびサブタイトルは「美しき女たちの見えざる凶器」。

## 概要
1971年に徳間書店から刊行された作家・藤本義一の同名小説が原作。同年には、岩下志麻・浅丘ルリ子の主演、貞永方久の監督で映画化もされた。
今ドラマは、映画版の時代背景ならびに舞台を現代に移した上でリメイクされる。

## あらすじ
野口姿津花は、広告代理店に勤める夫・高史と結婚10年目の主婦。大阪出張のはずの高史が箱根の旅館で死亡したという知らせが入る。高史は高級クラブのママ・永井文奈と睡眠薬を飲んで心中。文奈だけが一命をとりとめたという。
傷心の姿津花に追い打ちをかけるように、文奈が葬儀に現れ高額な香典を置いていき、さらに高史の上司・佐伯信勝から、高史が会社の金を私的流用して文奈に貢いでいたと聞かされる。それが真実なのか確かめたい一心で、姿津花は文奈のクラブに向かう。だが、そこへ姿津花に好意を寄せる佐伯が出現、それを拒否した姿津花は突き飛ばされ、車道に倒れ込んでしまう。　
そのとき、文奈がずぶ濡れの姿津花に手を差し伸べた。「みすぼらしい格好でかわいそう…その気になったらいつでもウチの店に来て。力になってあげる」と文奈に哀れみの言葉をかけられた姿津花の胸に思いがけず、嫉妬が芽生える。
堅実な夫が横領、ましてや心中などするはずはない。姿津花は、文奈が置いていった香典100万円を使いメークや髪形を変え、“志村実里”という偽名を使って文奈のクラブへ。だが、そんな姿津花の前に、亡き夫とどこか面影の似た雑誌記者・鈴田雄一郎が現れる。

## キャスト
野口姿津花／志村実里
演 - 檀れい
永井文奈
演 - 国仲涼子
野口聖子
演 - トリンドル玲奈
野口時江
演 - 藤田弓子
岡村忠行
演 - 榎木孝明
佐伯信勝
演 - 手塚とおる
城所良一
演 - 中村梅雀
鈴田雄一郎
演 - 原田泰造
野口高史
演 - 原田泰造（二役）

### その他のキャスト
- 羽野晶紀[6]、大塚千弘[6][7]、山下容莉枝[8]、宍戸美和公[9]、パパイヤ鈴木[10]、ダンディ坂野、牧村泉三郎[11]、藤山扇治郎[11]、安東弘樹[12]、小橋めぐみ[13]、どんぐり[14]

## スタッフ
- 原作 - 藤本義一『嫉妬』（徳間書店）[5]
- 脚本 - 深沢正樹[5]
- 監督 - 伊藤寿浩[5]
- 技術協力 - アップサイド、サウンドライズ
- ポスプロ - 松竹映像センター
- スタジオ - 東映東京撮影所
- 制作協力 - 松竹撮影所東京スタジオ
- ゼネラルプロデューサー - 関拓也（テレビ朝日）
- プロデューサー - 渡邊竜（松竹）
- 制作 - テレビ朝日、松竹